# Бадлуев, Дандар Жапович
Данда́р Жа́пович Бадлу́ев (род. 1951, Далахай, Бурят-Монгольская АССР) — российский и бурятский артист, танцор, балетмейстер, хореограф, режиссёр, Заслуженный деятель искусств Российской Федерации (2002), Заслуженный работник культуры Республики Бурятии, лауреат Государственной премии Республики Бурятии, Лауреат премии Правительства Российского Федерации 2006 года в области культуры, директор Бурятского государственного национального театра песни и танца «Байкал».

## Биография
Дандар Бадлуев родился 1951 году в улусе Далахай Тункинского района Бурятской АССР. После завершения учебы в средней школе Дандар поступил на факультет режиссуры массовых зрелищ Восточно-Сибирского государственного института культуры.
Получив диплом режиссёра Бадлуев организовал ансамбль восточного танца «Лотос». В 1992 году ансамбль «Лотос» был преобразован в Бурятский государственный театр танца «Бадма Сэсэг». За короткий срок этот театр завоевал большую популярность в стране и за рубежом.
В 1995 году стал лауреатом Всероссийского конкурса балетмейстеров в Новосибирске.
В 1997 году создал детскую школу танца и ансамбль «Уян Бэлиг» в Улан-Удэ.
С 2005 года — директор и художественный руководитель объединённого Бурятского государственного национального театра песни и танца «Байкал». В новый театр влились Государственный ансамбль песни и танца «Байкал», Государственный театр танца «Бадма Сэсэг» и Оркестр бурятских народных инструментов им. Чингиса Павлова.
В 2005 году Дандар Бадлуев включен в список персоналий общероссийской Энциклопедии «Лучшие люди России». Является членом Международной ассоциации фольклорного искусства и Ассоциации хореографов Республики Бурятия.
Дандар Жапович занимался бальными танцами, народными танцами сибирского региона, Монголии, проходил мастер классы по классическим индийским танцам катхак, бхарат-натьям, танцам азиатских стран в Москве, Катманду, Пхеньяне, Улан-Баторе, Бангкоке, Убуд (о. Бали), Пекине.
Как хореограф и режиссер он создал много танцевальных концертных программ, включая бурятские национальные танцы и танцы азиатских стран, которые сегодня в репертуаре театра и пользуются большим успехом у зрителей — «Легенда о Матери Лебеди», «От Саян до Гималаев», «Ритмы Азии», «Посвящение Шиве Натарадже» — танцевальный спектакль, основанный на лексике индийского танца бхарат-натьям, «Угайм Сулдэ» — («Дух Предков») — спектакль — стихия по мотивам легенд бурят-монгольских народов.
За большой вклад в танцевальное искусство России Дандар Бадлуев в 2006 году награжден званием Лауреата премии Правительства Российской Федерации в области культуры и искусства.

## Награды и звания
- Орден Дружбы (21 августа 2012 года) — за большие заслуги в развитии отечественной культуры и искусства, многолетнюю плодотворную деятельность[3]
- Заслуженный деятель искусств Российской Федерации (1 июля 2002 года) — за заслуги в области искусства[4]
- Заслуженный работник культуры Республики Бурятии
- Лауреат Государственной премии Республики Бурятии
- Лауреат Всероссийского конкурса балетмейстеров в Новосибирске (1995)
- Премия Правительства Российской Федерации в области культуры (2006)[2]
- Почётный гражданин города Улан-Удэ (31.8.2017)[1].